# Irlandia Północna na igrzyskach Wspólnoty Narodów
Irlandia Północna wystartowała samodzielnie po raz pierwszy na igrzyskach Wspólnoty Narodów w 1934 roku na igrzyskach w Londynie i od tamtej pory reprezentacja wystartowała na wszystkich igrzyskach oprócz igrzysk w Auckland w 1950 roku. Na igrzyskach w Hamilton w 1930 Irlandia Północna wchodziła w skład reprezentacji wspólnej dla całej Irlandii tj. obejmującej również hrabstwa, które stanowią dziś Irlandię. W 1934 roku obok reprezentacji Irlandii Północnej startowała również osobna drużyna Wolnego Państwa Irlandzkiego.
Najwięcej złotych medali (5) Irlandia Północna zdobyła na igrzyskach w Victorii w 1994 roku, a najwięcej medali w ogóle (15) na igrzyskach w Edynburgu w 1986 roku.

## Klasyfikacja medalowa
| Igrzyska          | Złoto | Srebro | Brąz | Razem |
| ----------------- | ----- | ------ | ---- | ----- |
| 1934 Londyn       | 0     | 1      | 2    | 3     |
| 1938 Sydney       | 0     | 0      | 0    | 0     |
| 1954 Vancouver    | 2     | 1      | 0    | 3     |
| 1958 Cardiff      | 1     | 1      | 3    | 5     |
| 1962 Perth        | 0     | 0      | 1    | 1     |
| 1966 Kingston     | 1     | 3      | 3    | 7     |
| 1970 Edynburg     | 3     | 1      | 5    | 9     |
| 1974 Christchurch | 3     | 1      | 2    | 6     |
| 1978 Edmonton     | 2     | 1      | 2    | 5     |
| 1982 Brisbane     | 0     | 3      | 3    | 6     |
| 1986 Edynburg     | 2     | 4      | 9    | 15    |
| 1990 Auckland     | 1     | 3      | 5    | 9     |
| 1994 Victoria     | 5     | 2      | 3    | 10    |
| 1998 Kuala Lumpur | 2     | 1      | 1    | 4     |
| 2002 Manchester   | 2     | 2      | 1    | 5     |
| 2006 Melbourne    | 0     | 2      | 0    | 2     |
| 2010 Nowe Delhi   | 3     | 3      | 4    | 10    |
| Razem             | 27    | 30     | 44   | 101   |

### Według dyscyplin
| Dyscyplina       | Złoto | Srebro | Brąz | Razem |
| ---------------- | ----- | ------ | ---- | ----- |
| Boks             | 11    | 11     | 22   | 44    |
| Lekkoatletyka    | 7     | 9      | 1    | 17    |
| Strzelectwo      | 5     | 2      | 5    | 12    |
| Bowls            | 4     | 4      | 10   | 18    |
| Judo             | -     | 1      | 2    | 3     |
| Kolarstwo torowe | -     | 1      | 2    | 3     |
| Łucznictwo       | -     | 1      | -    | 1     |
| Kol. szosowe     | -     | -      | 1    | 1     |
| Zapasy           | -     | -      | 1    | 1     |
| Razem            | 27    | 30     | 44   | 101   |